# I Saw Three Ships
I Saw Three Ships (Come Sailing In) est un chant de Noël traditionnel et populaire et une chanson folklorique d'Angleterre, classée numéro 700 dans le Roud Folk Song Index. La première version imprimée de I Saw Three Ships date du XVIIe siècle, probablement dans le Derbyshire, et est également publiée par William Sandys en 1833,. La chanson était probablement connue sous As I Sat On a Sunny Bank, et était particulièrement populaire en Cornouailles.

## Paroles
Les paroles mentionnent les navires naviguant vers Bethléem, mais le plan d'eau le plus proche est la Mer Morte à environ 20 miles (32 km) . On pense que la référence aux trois navires provient des trois embarcations qui emmenaient les prétendues reliques des mages bibliques à la cathédrale de Cologne au XIIe siècle. Une autre référence possible est Wenceslaus II, roi de Bohême, qui portait un blason « Azur trois galères argent ». Une autre suggestion est que les navires sont en fait les chameaux utilisés par les mages, car les chameaux sont souvent appelés « navires du désert ».
La version typique des paroles, imprimées à Birmingham entre 1813 et 1838 est : 
« As I sat on a sunny bank,

A sunny bank, a sunny bank,
As I sat on a sunny bank
On Christmas-Day in the morning.
I spy'd three ships come sailing by,
Come sailing by, come sailing by,
I spy'd three ships come sailing by
On Christmas-Day in the morning.
And who should be with these three ships,
With these three ships, with these three ships,
And who should be with these three ships
But Joseph and his Fair Lady.
O he did whistle, she did sing,
And all the bells on earth did ring
For joy that our Saviour Christ he was born

On Christmas-Day in the morning. »

## Enregistrements traditionnels et versions célèbres
D'innombrables versions traditionnelles de la chanson existent. De nombreuses mélodies différentes sont utilisées, comme cela est typique des chansons folkloriques traditionnelles, y compris les chants de Noël. Dans les années 1910, les folkloristes anglais Cecil Sharp et Janet Blunt  transcrivent les airs et les paroles de dizaines de versions, principalement dans le sud de l'Angleterre.
La chanson est enregistrée à plusieurs reprises. Le collectionneur américain de chansons folkloriques James Madison Carpenter enregistre plusieurs versions anglaises légèrement différentes au début des années 1930, qui peuvent toutes être entendues en ligne via la Vaughan Williams Memorial Library, dont plusieurs enregistrées en Cornouailles ,,, et un dans le Gloucestershire. En 1956, Peter Kennedy enregistre un dénommé John Thomas interprétant la chanson à Camborne, Cornouailles.
Le célèbre musicien des Appalaches, Jean Ritchie est enregistré par Alan Lomax en 1949 en chantant une version traditionnelle apprise de sa famille du Kentucky (dont les ancêtres ont apparemment apporté la chanson d'Angleterre), qui peut être entendue grâce aux archives Alan Lomax. Ritchie enregistré plus tard la chanson sur son album « Carols of All Seasons » (1959). Si la version familiale de Jean Ritchie est la seule version traditionnelle américaine à être enregistrée, la chanson déjà connue aux États-Unis au cours des décennies précédentes, en particulier dans le sud du pays.
En collectionnant des chansons folkloriques dans les îles britanniques en 1952, Jean Ritchie et son mari George Pickow rencontrent la chanteuse traditionnelle irlandaise Elizabeth Cronin à Macroom, dans le comté de Cork, qui chante une version intitulée The Bells of Heaven.

## Arrangements
Un arrangement de Martin Shaw apparaît dans l' Oxford Book of Carols.
La série Carols for Choirs de livres de chants de Noël présente des arrangements du chant de Sir David Willcocks et de John Rutter.
L'organiste Simon Preston et l'ancien chef d'orchestre du Chœur du King's College de Cambridge, Sir Philip Ledger, écrivent également des arrangements que le chœur interprète au Festival of Nine Lessons and Carols ces dernières années.
Il existe également un arrangement choral plus récent du compositeur britannique Richard Fox. Ce chant apparait dans la comédie musicale Caroline, ou Change, mais en contrepoint.
La pièce est adaptée par Jon Schmidt sur l'album de Noël de Jon Schmidt Christmas. John Renbourn (dans une adaptation plutôt libre) pour guitare.[réf. nécessaire].
La chanson apparaît sur l'album 1960 de Nat King Cole La Magie de Noël (ou La Chanson de Noël), arrangée par Ralph Carmichael.[réf. nécessaire]

## Autres versions

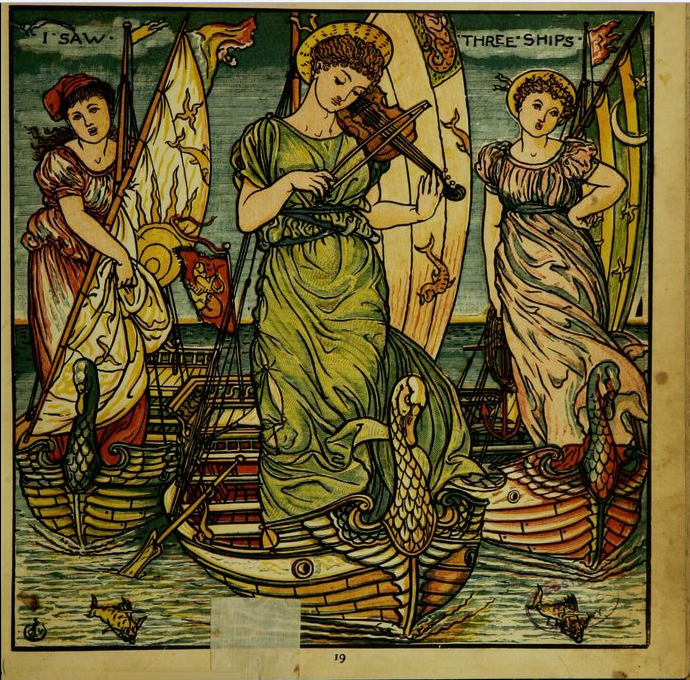
Illustration dans un livre pour enfants de trois jolies filles dans un navire lors d'un mariage organisé le jour de l'an

- I saw three ships come sailing by on New Year's Day est une version du XIXe siècle, qui mentionne trois jolies filles dans le navire lors d'un mariage organisé le jour de l'An[18].

## Autres enregistrements
- Les Barenaked Ladies enregistrent une version sur leur album de Noël Barenaked for the Holidays en 2004 et sur leur album Snacktime: Live at Massey Hall en 2009.
- Le chanteur / compositeur canadien Bruce Cockburn enregistré une version sur son album de Noël Christmas en 1993.
- Le musicien anglais Sting enregistré une version sur son album de compilation A Very Special Christmas 3 en 1997.
- Le chanteur de rock progressif Jon Anderson sort une version comme piste de son album éponyme 3 Ships en 1985[19].
- Le claviériste Keith Emerson enregistré une adaptation instrumentale rock sur son Christmas album en 1988[20].
- Mannheim Steamroller enregistré la chanson sur son premier album de Noël.
- En 1995, Glen Campbell enregistre la chanson sur son album de Noël Christmas with Glen Campbell.
- En 2006, Blackmore's Night enregistré la chanson sur son album de Noël, Winter Carols[21].
- Sufjan Stevens enregistre une version de la chanson en 4/4 pour son album Hark !: Songs for Christmas, Vol. II . *[réf. nécessaire]
- Le refrain principal est utilisé comme thème final de la chanson  It's Cliched to be Cynical at Christmas de l'album Trouble over Bridgwater du groupe Half Man Half Biscuit.
- Lindsey Stirling publie sa version sur son album de vacances Warmer in the Winter[22].
- Three ships apparaissent comme une version instrumentale dans la série Teletubbies, car ces derniers doivent s'asseoir en bas de la colline pour voir les navires.
- À la fin de A Muppet Family Chritsmas, pendant le medley de chants de Noël, le comte mène tout le monde en chantant I Saw Three Ships.
- Dans leur album de 2002, Twenty-Four Seven, le trio folklorique Coope, Boyes et Simpson incluent une adaptation libre écrite par Mike Waterson en hommage aux vies perdues lorsque trois chalutiers Hull coulèrent successivement en février 1968.
- Chris Squire enregistré cette chanson sur son album Swiss Choir. C'est son deuxième et dernier album solo et il choisit d'enregistrer des chansons de Noël. Steve Hackett, ancien membre du célèbre groupe Genesis, joue également de la guitare sur l'album.
- Cyndi Lauper enregistré cette chanson sur son album de Noël: Merry Christmas.. . Have a Nice Life.